# Europees kampioenschap zaalhockey mannen 1988
Het Europees kampioenschap zaalhockey 1988 was een door de European Hockey Federation (EHF) georganiseerd kampioenschap voor zaalhockeyers. De vijfde editie van het Europees kampioenschap vond plaats van 29 tot 31 januari 1988 in het Oostenrijkse Wenen.

## Eindstand
| Plaats | Team       |
| ------ | ---------- |
| Goud   | BRD        |
| Zilver | Frankrijk  |
| Brons  | Oostenrijk |
| 4e     | Schotland  |
| 5e     | Polen      |
| 6e     | Spanje     |